# Old Tjikko
Old Tjikko è un abete rosso di circa 9 567 anni situato su una montagna del parco nazionale Fulufjället, in Svezia. Alto 5 m, si tratta del più antico albero-clone vivente non appartenente ad un genet.
L'età dell'albero è stata determinata esaminando il sistema di radici dell'albero tramite il metodo del carbonio-14, e non sfruttando la dendrocronologia: è stato stimato, infatti, che il tronco ha solo qualche centinaia di anni (circa 600), ma l'albero in sé è molto più vecchio. Deve dunque essere sopravvissuto nel tempo mediante processi di propagazione clonale (quando il tronco muore ma il sistema di radici rimane in vita può nascere un nuovo tronco).
Per migliaia di anni l'albero ha avuto la forma di un arbusto rinsecchito (nota come krummholz), dovuta alle aspre condizioni dell'ambiente in cui vive. L'uomo che scoprì l'albero, Leif Kullman (professore di geografia fisica presso l'Università di Umeå), ha attribuito al riscaldamento globale il fatto che negli ultimi secoli l'albero abbia assunto una forma normale. Kullman stesso gli ha dato il nome "Old Tjikko", in ricordo del suo defunto cane.